# Coturnix novaezelandiae
La quaglia della Nuova Zelanda (Coturnix novaezelandiae Quoy e Gaimard, 1832), nota con il nome di koreke presso i Maori, era una quaglia endemica della Nuova Zelanda. La prima osservazione documentata della specie venne fatta da Sir Joseph Banks durante il primo viaggio in Nuova Zelanda di James Cook del 1769-70, ma il primo esemplare venne catturato e descritto scientificamente dai naturalisti Jean René Constant Quoy e Joseph Paul Gaimard nel 1827. All'epoca essa era ancora presente su entrambe le isole della Nuova Zelanda. Tuttavia, a partire dagli anni '60 del XIX secolo, la specie andò incontro ad un rapido quanto inarrestabile declino, che terminò soltanto nel 1875 con l'estinzione della specie.

## Descrizione

### Dimensioni
Misurava tra i 17,5 e i 22 cm di lunghezza e pesava tra i 200 ed i 220 g. Le misurazioni effettuate su due esemplari di sesso maschile mostrarono una lunghezza alare rispettivamente di 118 e 122 mm, una lunghezza della coda di 45 e 47 mm e una lunghezza del tarso di 23 mm in entrambi gli esemplari. In un esemplare di sesso femminile l'ala era lunga 119 mm e in altri due esemplari la coda misurava 42 e 43 mm e il tarso 23 e 28 mm.

### Aspetto
La quaglia della Nuova Zelanda aveva le parti superiori di colore brunastro scuro con segni verticali di colore variabile dal camoscio al crema su ciascuna piuma che ricopriva il dorso e la parte superiore delle ali. Le remiganti primarie avevano il margine di colore camoscio-dorato. Il petto e l'addome del maschio erano di colore camoscio e pesantemente marcati con macchie marrone scuro o nero. La femmina aveva petto e addome camoscio con piume dal margine marrone scuro. Nel maschio una zona di colore rossiccio chiaro-aranciato ricopriva l'area attorno all'occhio, estendendosi giù lungo i lati della faccia e sulla parte anteriore del collo. Nella femmina quest'area era invece di colore camoscio chiaro con una zona leggermente più scura attorno all'occhio. Sia il maschio che la femmina avevano il vertice nero ed una striscia biancastra al di sopra dell'occhio che si estendeva dal becco alla parte posteriore del collo. È possibile che gli esemplari che vivevano sull'Isola del Nord presentassero una colorazione generale più scura di quelli presenti sull'Isola del Sud, ma con i pochi campioni a disposizione è molto difficile determinare l'esistenza di possibili varianti morfologiche. I giovani presentavano una colorazione simile a quella delle femmine, ma avevano le parti inferiori di colore più chiaro.

### Voce
Il maschio emetteva un richiamo di avvertimento descritto come un twit-twit-twit-twee-twit ripetuto diverse volte in rapida successione.

## Biologia

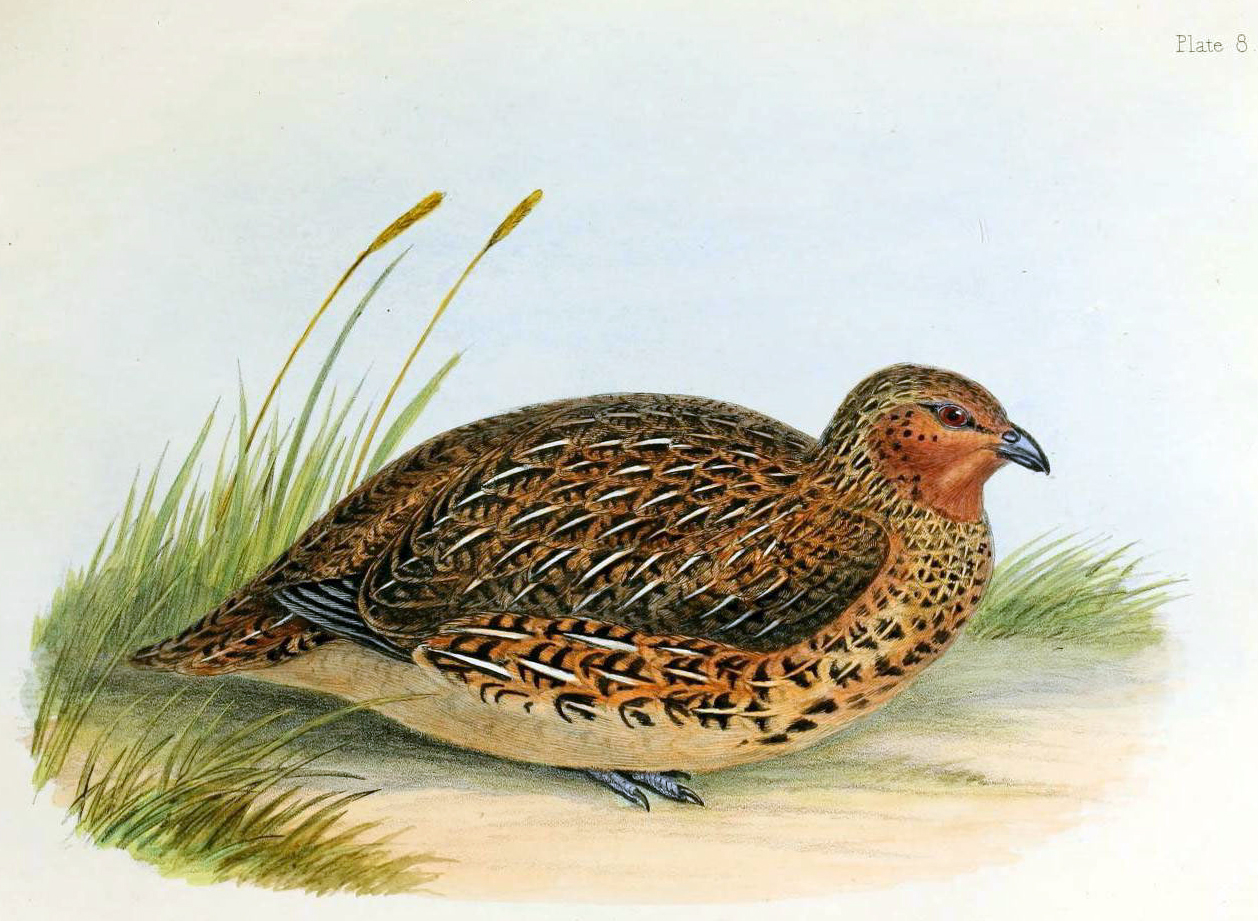
Disegno tratto da The zoology of the voyage of the H.M.S. Erebus & Terror (1844).

Nel 1871 il naturalista T. H. Potts scrisse del koreke, ormai divenuto rarissimo: «Sul terreno i loro movimenti sono svelti, talvolta possono essere visti rotolarsi nella polvere, mentre si crogiolano sotto il sole; a meno che non vengano spaventati mantengono sempre un aspetto rotondeggiante e "grassoccio" … Il volo della quaglia è basso, si usa dire che non si solleverebbe se non dopo essersi levata in volo la terza volta: moltissime furono uccise dai cani da pastore nei primi tempi, quando era molto diffusa … L'abbiamo vista sottrarsi agli artigli del falco delle quaglie [il falco della Nuova Zelanda (Falco novaeseelandiae)], lasciandosi cadere perpendicolarmente, proprio quando stava per essere finita, quando sembrava che non ci fossero più speranze di fuggire dal suo implacabile persecutore».
Se qualcuno fosse stato in grado di realizzare quello che oggi è chiamato un «programma di riproduzione in cattività», la specie sarebbe di certo sopravvissuta, poiché questi uccelli sopportavano bene la cattività.
Come Potts notò: «In un ambiente artificiale gli piace beccare tra la sabbia, e possono essere nutriti con pane bagnato, granaglie di vario tipo e larve di insetti»; ma aggiunse «il maschio non è un compagno molto premuroso al momento dal pasto e quando molti esemplari sono rinchiusi nello stesso recinto, avvengono frequenti piccoli bisticci senza che sfocino in vere e proprie ostilità».

### Alimentazione
La quaglia della Nuova Zelanda si aggirava sul terreno in cerca di semi. Le analisi dei contenuti stomacali indicarono la presenza di foglie di erbe verdi e di semi.

### Riproduzione
Non abbiamo informazioni dettagliate sulle abitudini riproduttive di questa specie; tuttavia, dal momento che una famiglia di nove quaglie abbattuta a fucilate era costituita da un maschio adulto, da una femmina adulta e da sette giovani, è possibile che essa fosse monogama.
I nidi della quaglia della Nuova Zelanda erano avvallamenti poco profondi scavati grattando nel terreno e imbottiti con fili d'erba. Ciascuna covata era costituita da dieci a dodici uova, che venivano incubate per 21 giorni. Le uova erano di colore camoscio con macchie marrone scuro o di colore giallo-biancastro con chiazze marroni. Per quanto riguarda la stagione della nidificazione, dei giovani furono visti non più tardi di aprile sull'Isola del Sud.
Non abbiamo informazioni neanche sull'esistenza di cure parentali; comunque, sempre prendendo come esempio il gruppo familiare di nove individui prima citato, è probabile che sia il maschio che la femmina si prendessero cura dei piccoli. I pulcini erano precoci.

## Distribuzione e habitat
La specie era endemica delle isole del Sud e del Nord della Nuova Zelanda. Abitava le aree di pianura, preferibilmente le aree ricoperte da pascoli aperti, dove si alimentava di semi e di erbe.

## Tassonomia
La quaglia di Nuova Zelanda era una delle sette specie di quaglia del genere Coturnix all'interno della famiglia dei Fasianidi. A volte viene raggruppata con una specie australiana ad essa molto simile nell'aspetto, la quaglia delle stoppie (Coturnix pectoralis), a costituire un'unica specie, che continuerebbe ad essere chiamata Coturnix novaezelandiae per il principio tassonomico della priorità. Tuttavia, presso gli studiosi, prevale l'idea di continuare a trattarla come una specie indipendente.

## Estinzione

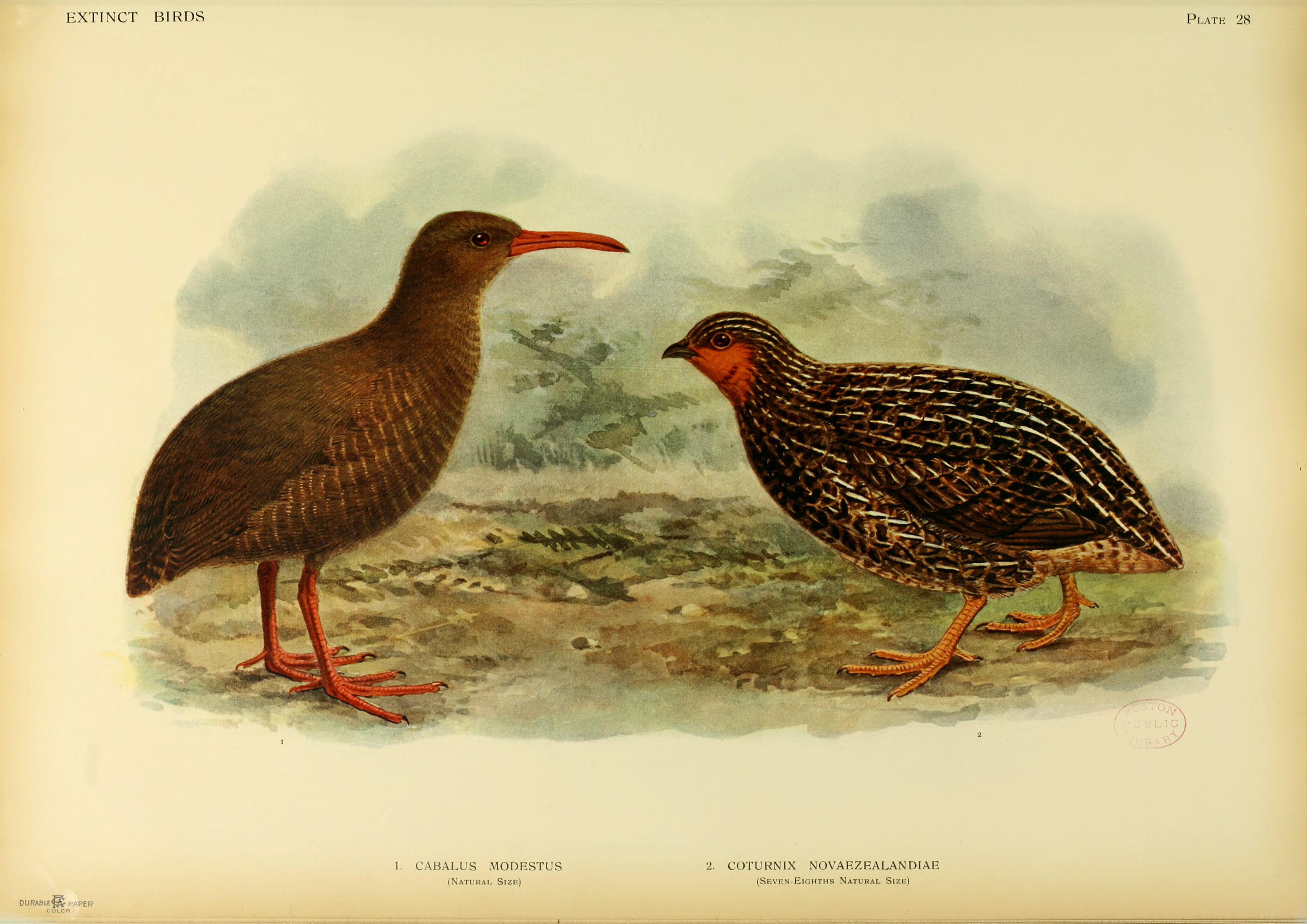
Disegno tratto da Extinct birds di Lionel Walter Rothschild. A sinistra un rallo delle Chatham (Gallirallus modestus).

«Sir Joseph Banks, nel suo Diario del primo viaggio di James Cook, afferma di aver incontrato delle quaglie in Nuova Zelanda nel 1769 o nel 1770, e poco dopo, nel 1772, Julien Crozet trovò che esse erano molto comuni nella baia delle Isole», scrisse Walter Reginald Brook Oliver, esperto dell'avifauna della Nuova Zelanda. «Forster ne riferì la presenza nello stretto della Regina Carlotta nel maggio 1773, durante il secondo viaggio di Cook. Il primo esemplare ad essere descritto, tuttavia, venne catturato nel 1827 nei pressi del fiume Waihou da Quoy e Gaimard, naturalisti francesi al seguito del viaggio di esplorazione condotto da d'Urville, che raggiunsero la Nuova Zelanda a bordo dell'Astrolabe. Verso il 1840, Ernst Dieffenbach sull'Isola del Nord e P. Earl su quella del Sud segnalarono la quaglia come specie non comune. Nessuno aveva più affermato che sull'Isola del Nord essa fosse comune dai tempi di Crozet. L'ultimo esemplare ad essere catturato su quest'isola venne abbattuto a Whangarei nel 1860 dal Capitano Mair, mentre l'ultimo avvistamento avvenne a Taranaki nel 1869. Nell'Isola del Sud, invece, la specie rimase ovunque numerosa fino al 1865 circa, quando il numero di capi iniziò rapidamente a diminuire. Gli ultimi esemplari di cui siamo a conoscenza sono quelli che facevano parte della collezione di Walter Buller, abbattuti nella Blueskin Bay nel 1867 o nel 1868».
«Tutti i contemporanei concordarono nel sostenere che la causa dell'estinzione di questa quaglia furono soprattutto gli incendi che distruggevano le fonti alimentari e i ripari, oltre agli uccelli stessi. Anche l'introduzione di cani, gatti e ratti potrebbe aver contribuito».
Buller scrisse che essa «era straordinariamente numerosa in tutta l'aperta campagna, specialmente sulle distese ondulate ricoperte d'erba dell'Isola del Sud. I primi coloni poterono intraprendere eccellenti battute di caccia alla quaglia per alcuni anni ed è argomento di storia locale il fatto che Sir D. Munro e il Maggiore Richmond nel 1848 ne uccisero ben quarantatré coppie nel corso di un'unica giornata in un luogo situato a poche miglia da quella che oggi è la città di Nelson. Mentre uno scrittore di Canterbury affermò che nei primi giorni, nelle pianure vicino Selwyn, un carniere di venti paia di quaglie non era considerato nulla di straordinario per una singola battuta di caccia».
Buller affermò inoltre che, secondo quanto raccontavano i Māori, la specie in passato era molto numerosa anche nell'Isola del Nord, specialmente in alcune distese erbose, come quella di Murimotu nel distretto di Taupo. I cacciatori offrivano spesso quaglie ai membri dei tribunali māori per poter conservare il proprio titolo.
Questa intensa carneficina a scopo sia alimentare che di divertimento provocò indubbiamente una grave diminuzione del numero totale di esemplari, mentre gli incendi dolosi devastarono le distese di praterie di erba tussock che costituivano il principale habitat di questi animali. Il declino fu repentino, della durata di appena uno o due anni, e nonostante i tentativi dei proprietari terrieri di preservare questo tipo di selvaggina destinando allo scopo vaste fette dei loro possedimenti, la specie si estinse intorno al 1875.
Recentemente gli studiosi hanno iniziato a rigettare come causa dell'estinzione della specie la distruzione dell'habitat ad opera degli incendi e la caccia intensiva da parte dell'uomo, nonché l'introduzione delle specie alloctone. Infatti, dal momento che altre specie simili occupanti la medesima nicchia ecologica, come la quaglia comune, introdotta dagli europei, sono state in grado di affermarsi stabilmente con successo, i motivi suddetti non sembrano essere sufficienti. Nuove ipotesi presuppongono che le malattie trasferite dalle quaglie e dai fagiani introdotti potrebbero essere state la causa della insolitamente rapida scomparsa di questa specie.